# Сельское поселение «Село Пеневичи»
Сельское поселение «Село Пеневичи» — муниципальное образование в составе Хвастовичского района Калужской области России.
Центр — село Пеневичи.

## Население
| 2010 | 2012 | 2013 | 2014 | 2015 | 2016 | 2017 |
| ---- | ---- | ---- | ---- | ---- | ---- | ---- |
| 377  | ↘368 | ↗369 | →369 | ↘366 | ↘363 | ↘358 |
| 2018 | 2019 | 2020 | 2021 |      |      |      |
| ↘354 | ↘351 | ↘347 | ↘282 |      |      |      |

## Состав
В поселение входят 2 населённых места:
- село Пеневичи
- село Курган